# Пелиццари, Умберто
Умбе́рто Пелицца́ри (итал. Umberto Pelizzari; род. 28 августа 1965, Бусто-Арсицио, Италия) — итальянский фридайвер. Единственный ныряльщик, установивший рекорды во всех существующих дисциплинах фридайвинга. Возможно, один из лучших фридайверов современности. Из действующих фридайверов по количеству достижений и рекордов находится рядом или опережает его только австриец Герберт Нич.

## Биография
В детстве занимался плаванием, в 19 лет пришел во фридайвинг.

## Достижения
При росте 1,89 метра и 84 кг веса в 1990 Умберто устанавливает мировой рекорд в 65 метров в такой категории фридайвинга как Constant Weight, в последующий год он ставил рекорд в Variable Weight, достигнув 95 метров. 26 октября 1991 года он опускается на 118 метров, тем самым устанавливая новый рекорд в категории No Limits.
В 90-х года Умберто становится знаменит одновременно с другим фридайвером Франсиско Ферерасом по кличке Пипин. В категории No-Limits они несколько раз последовательно улучшали результаты друг друга, устанавливая мировые рекорды.
Тема соперничества Пипина и Пелиззари отражена в фильме «Человек океана — Экстремальное Погружение» («Ocean Men: Extreme Dive»), режиссёром которого выступил известный подводный фотограф Боб Талбот. В эпизоде появляется Одри Местре. На русский язык фильм не переводился.
Пелиццари был в числе тех кто основал национальное подразделение AIDA International в 1994 году. После этого дважды в 1996 и 2001 годах он становится мировым чемпионом по версии AIDA с итальянской национальной сборной.
В 2001 году Умберто закончил карьеру дайвера, установив последний рекорд в категории Variable Weight — 131 метр (429 фута).

## Завершение карьеры
В настоящее время завершил спортивную карьеру и преподаёт в Высшей нормальной школе в Пизе, а также в созданной им школе фридайверов «Академия Апноэ», участвует в телепередачах в качестве ведущего.

### Академия Апноэ
В 1995 году Умберто вместе с трехкратным чемпионом мира по подводной охоте Ренцо Маццарри (Renzo Mazzarri) организовал школу фридайверов «Академия Апноэ» (Apnea Academy), имеющую хорошую репутацию в дайверских кругах, является соавтором известного руководства по фридайвингу, написанному вместе с его бывшим тренером Стефано Товаглирьери (Stefano Tovaglieri).